# Borderouge (métro de Toulouse)
Pour les articles homonymes, voir Borderouge et Chemin de Borderouge.
Borderouge est une station terminus nord de la ligne B du métro de Toulouse. Elle est située, dans le quartier Borderouge dont elle a tiré son nom, au nord de la ville de Toulouse. Elle assure la correspondance avec de nombreuses lignes des réseaux Tisséo et Arc-en-Ciel vers le nord de la Haute-Garonne et de l'Agglomération Toulousaine.

## Situation sur le réseau
La station est le terminus nord de la ligne B du métro de Toulouse. Au sud se trouve la station Trois-Cocus.

## Histoire
Lors de son inauguration le 30 juin 2007, cette station était équipée d'un quai à 10 portes qui ne lui permettait que de recevoir des rames à 2 voitures.
En 2016, la station enregistre 2 355 348 validations. En 2018, 2 928 200 voyageurs sont entrés dans la station, ce qui en fait la 13ème station la plus fréquentée sur 37 en nombre de validations.

## Services aux voyageurs

### Accès et accueil
La station est accessible par deux entrées : une du côté du Carrefour Market Les Maourines, à droite du boulevard André Netwiller, et l'autre du côté de la gare bus, à gauche du boulevard. Il y a deux escalators, deux escaliers et deux ascenseurs. L'entrée se compose d'un grand hall, avec à l'intérieur les guichets automatiques pour acheter les titres de transports, des informations en temps réel sur les lignes de bus du réseau Tisséo et les informations du même réseau, ainsi que l'accès aux quais.
La station est également équipée d'une gare de bus, permettant la correspondance avec les différentes lignes du réseau Tisséo partants de la station, ainsi que les lignes du réseau Arc-en-Ciel desservant Villemur-sur-Tarn et Grenade entre autres.

### Desserte
Comme sur le reste du métro toulousain, le premier départ de la station et de l'autre terminus de la ligne, Ramonville, est à 5h15, le dernier départ est à 0h du dimanche au jeudi et à 3h le vendredi et samedi.

Installations
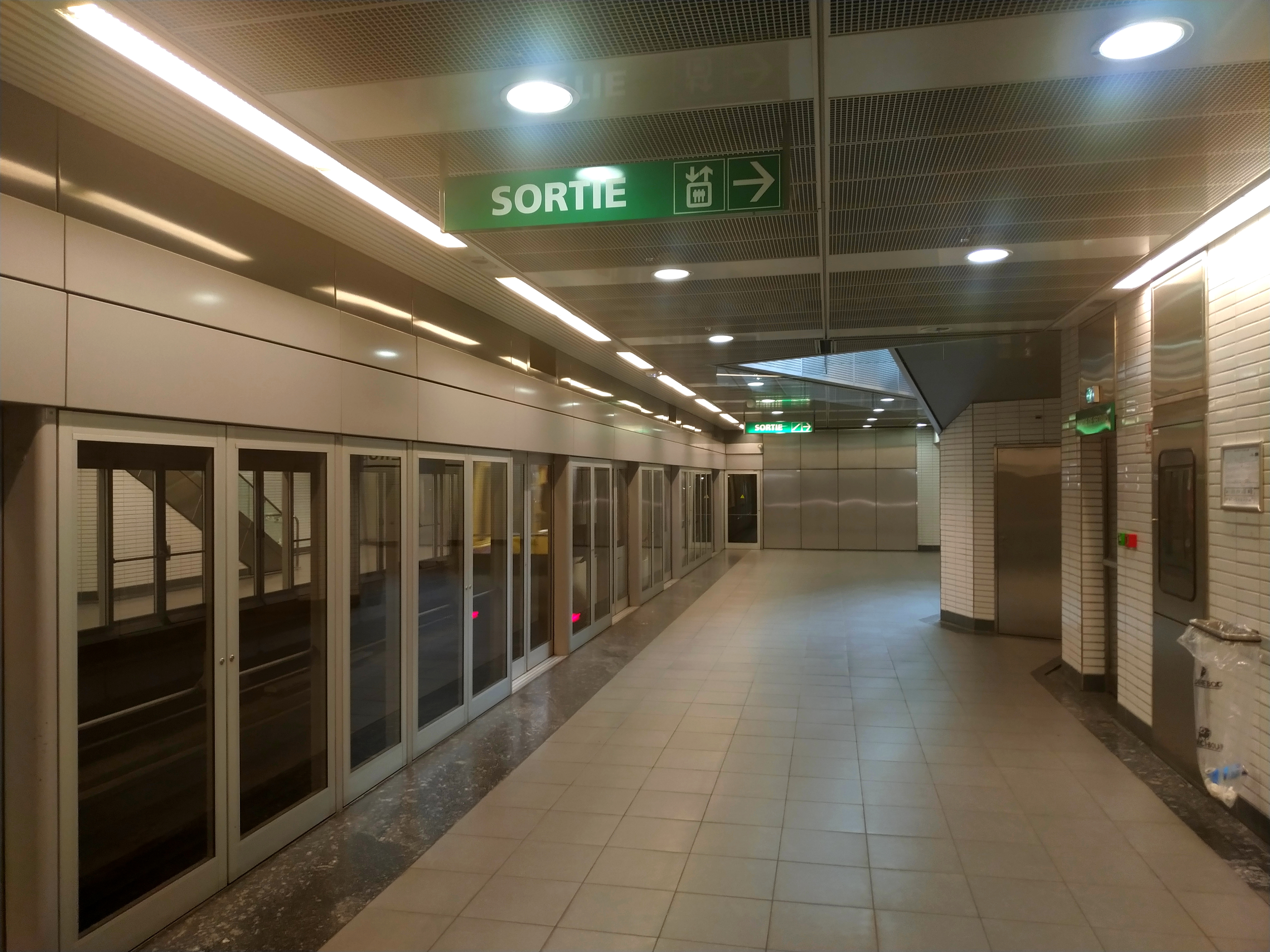
Quai terminus de la station.
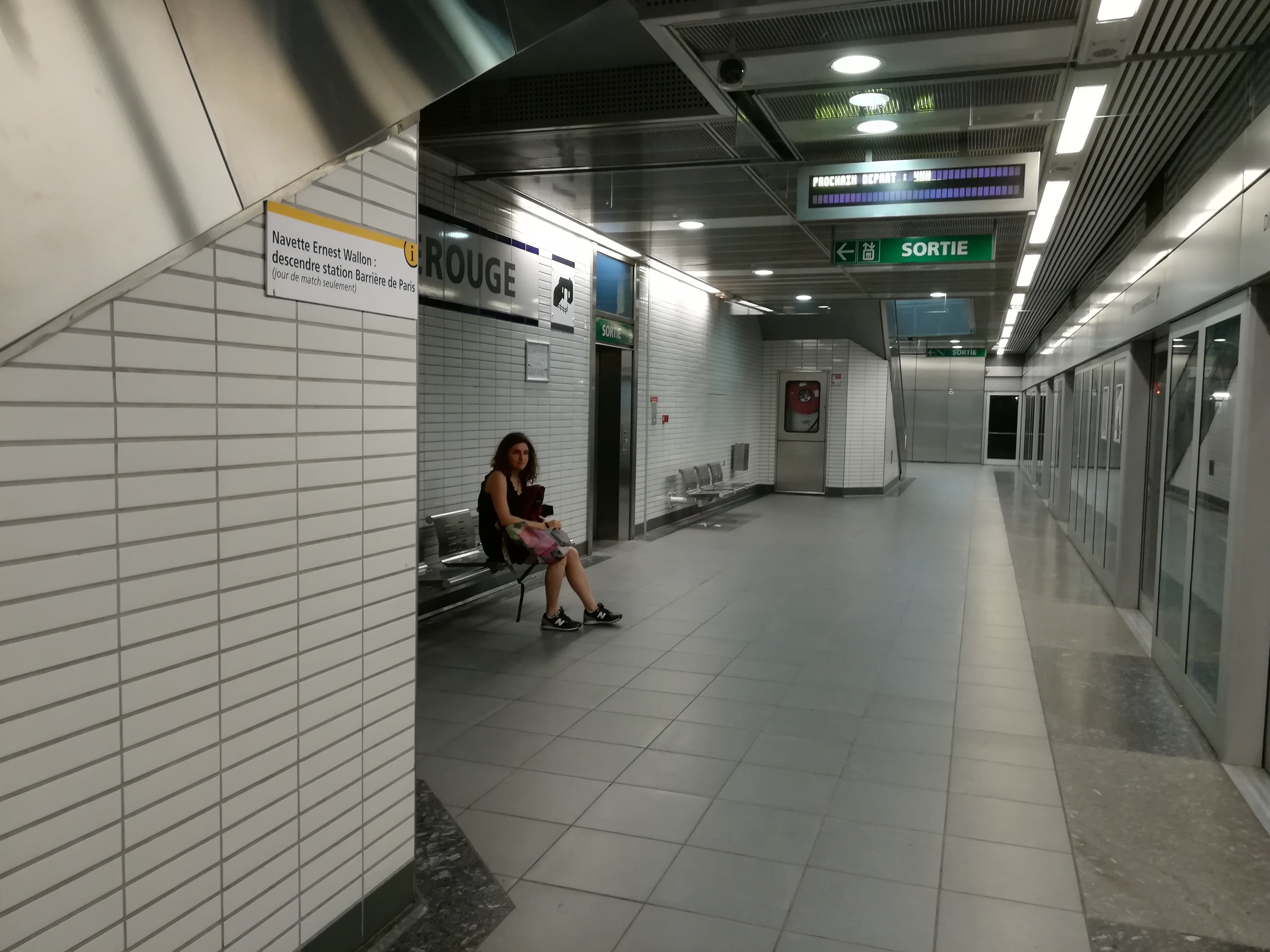
Quai de la station direction Ramonville.

### Intermodalité
Avec huit lignes Tisséo en terminus à la gare bus de la station, Borderouge constitue le troisième terminus bus de l'agglomération en nombre de lignes après la gare de Muret et Balma - Gramont, et le terminus de deux lignes express structurantes du réseau Arc-en-Ciel. La station est un pôle d'accès majeur à Toulouse depuis le nord de l'agglomération et du département, de nombreuses lignes de bus rabattant depuis le nord toulousain vers la station.
La station est desservie par les lignes 19, 26, 33, 36, 40, 41, 42, 73 et 114 du réseau Tisséo, et par les lignes express Hop!301 et Hop!302 du réseau Arc-en-Ciel et les lignes 329, 351, 354 et 355 du même réseau.
Il y a également un parking relais de quelque 1000 places.

Installations
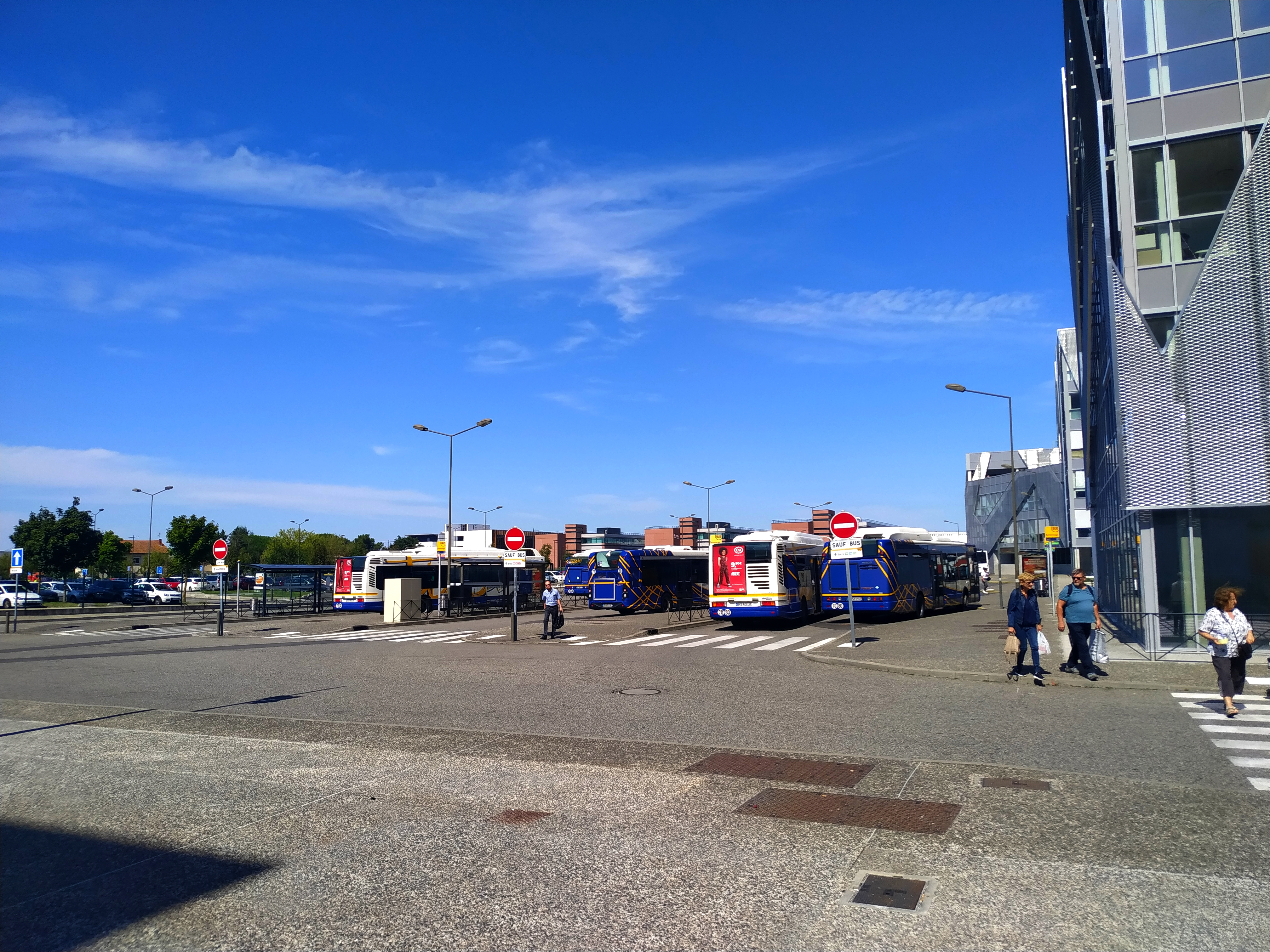
Gare routière..
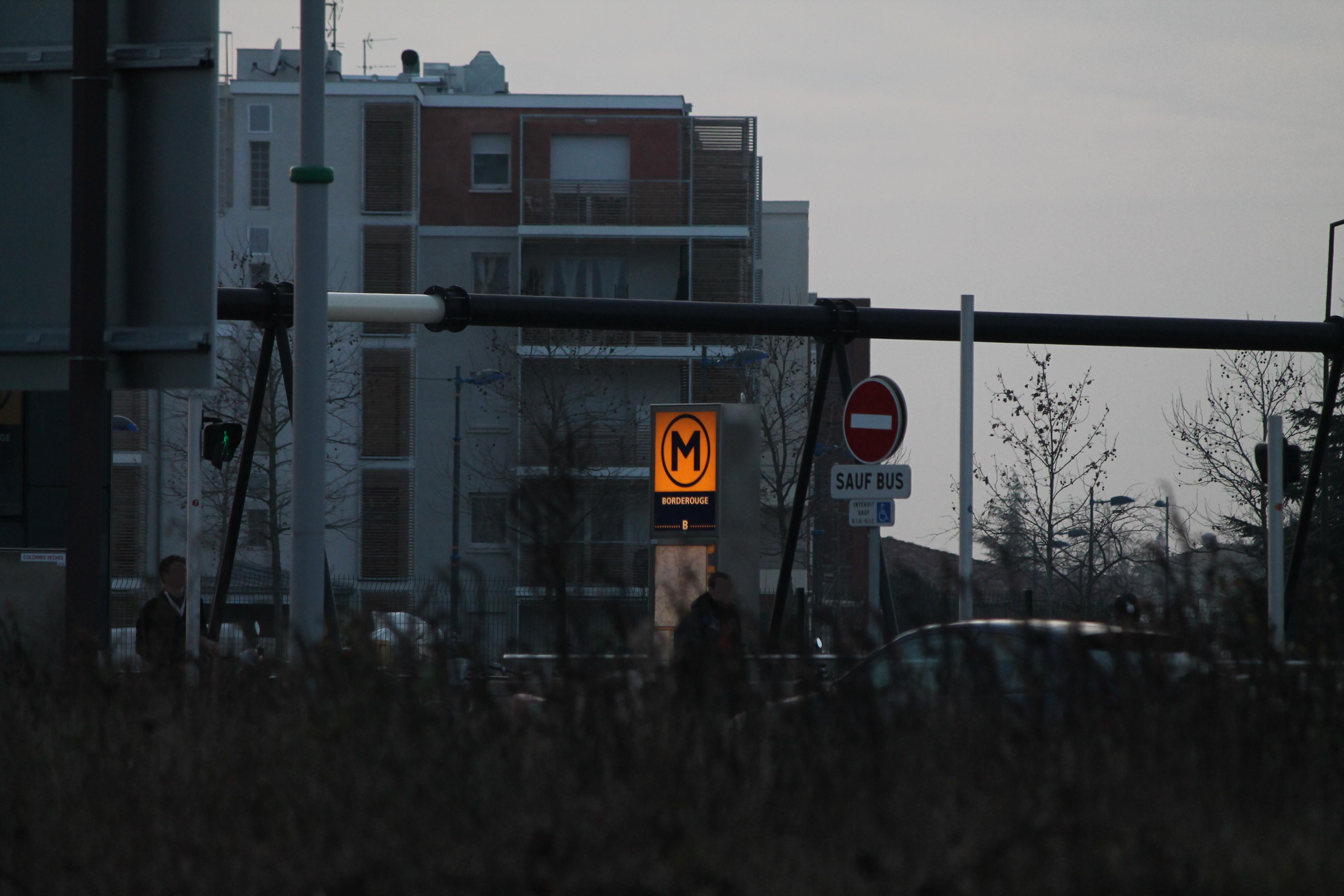
Entrée vue du parc relais.
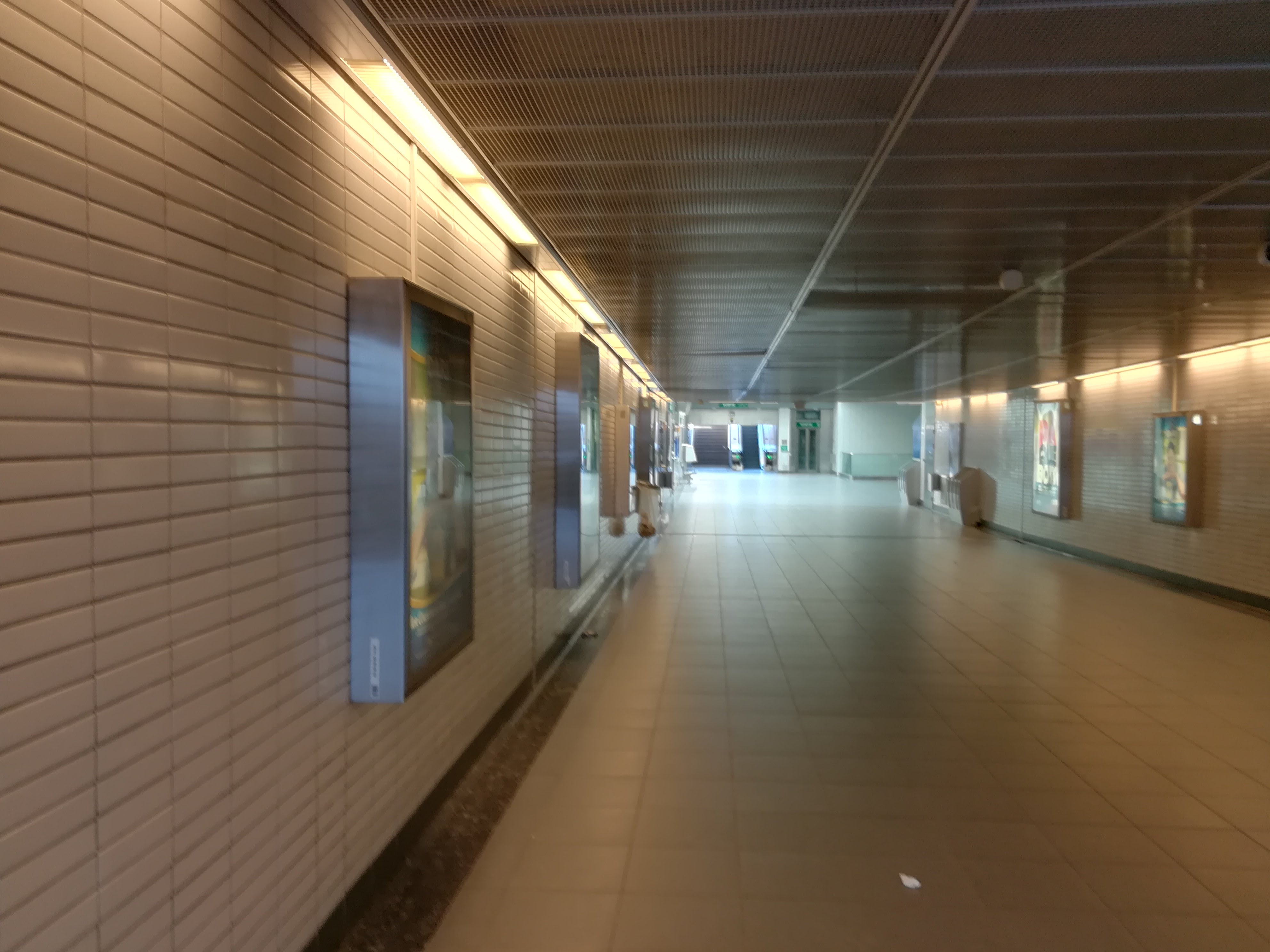
Couloir vers la gare routière.

## L'art dans la station
Les architectes de la station Borderouge sont Christian Gout
et François Renier. L'œuvre réalisée par Alain Josseau représente une déformation des mots "ici" et "là". Les découpes dans de l'acier rétro-éclairé transposent le sonogramme des mots.
Pour fêter le premier anniversaire de la ligne B, Tisséo s'associe à l'agence de design global toulousaine KLD-Design ainsi qu'à l'artiste local Chat Maigre pour habiller huit cabines d'ascenseurs de la ligne, dont celle de Borderouge.

## À proximité
- Centre Commercial Carrefour Market Le Carré de la Maourine
- Jardins du Muséum d'histoire naturelle
- Parc d'activité Borderouge
- Parc de la Maourine
- Salle de Spectacles Le Métronum